# Oleg Constantinovitch de Russie
Oleg Constantinovitch de Russie, né le 27 novembre 1892 à Pavlovsk, mort le 12 octobre 1914 à Wilna dans le gouvernement du même nom (Empire russe), aujourd'hui en république de Lituanie, est un prince de Russie, membre de la Maison Romanov, qui mourut au combat.

## Biographie
Le prince Oleg de Russie est le fils du grand-duc Constantin Constantinovitch et d'Élisabeth de Saxe-Altenbourg. Le prince Oleg Constantinovitch de Russie était considéré comme l'enfant le plus brillant du grand-duc Constantin. 

### Enfance
C'était un enfant doté d'une grande curiosité dont l'imagination fertile lui permettait de créer des jeux très compliqués pour lui-même et ses frères. Il montrait également un grand intérêt pour l'archéologie et l'architecture.
Comme son père était un esprit des plus cultivés de son époque, il fit donner des leçons à ses enfants par des précepteurs et des spécialistes de divers domaines.
L'intelligence du jeune prince était telle, que son père prit la décision de l'envoyer dans une école prestigieuse, le lycée impérial Alexandre. Le choix du grand-duc concernant les études du prince Oleg Constantinovitch provoqua pourtant la désapprobation de sa famille. Il poursuivit ses études au corps des cadets de Polotsk.
Le prince Oleg était le fils préféré de Constantin Constantinovitch.
Il avait formulé le désir d'épouser sa cousine, la princesse Nadejda Petrovna de Russie, mais la Première Guerre mondiale empêcha le prince de réaliser son souhait.
Le prince était né grand-duc, mais Alexandre III réforma la transmission des titres de la maison impériale le 14 juillet 1886, restreignant le titre de grand-duc aux seuls enfants, et petits-enfants des souverains. Cette loi priva donc les arrière-petits-enfants des empereurs de Russie du titre de grands-ducs ou grandes-duchesses de Russie et du prédicat d'Altesse impériale, ce qui était le cas d'Oleg Constantinovitch et de ses frères et sœurs. Désormais ils sont appelés princes ou princesses de Russie.

### Première Guerre mondiale
Le prince Oleg Constantinovitch et ses quatre frères servirent dans la Garde impériale de Russie, après la déclaration de guerre. Pendant les combats qui opposèrent la Russie à l'Allemagne, Oleg Constantinovitch, dans les rangs du régiment de hussards de la garde, fut grièvement blessé. La chirurgie ne put le sauver. Le jeune prince déclara à son agonie : « Je suis tellement heureux, elle (sa mort) encourage les troupes de savoir que la Maison impériale n'a pas peur de sacrifier son sang ». Il décéda le 12 octobre 1914 à Wilna.

## Généalogie
Oleg Constantinovitch de Russie appartient à la seconde lignée issue de la première branche de la Maison d'Oldenbourg-Russie (Maison d'Holstein-Gottorp-Romanov), elle-même issue de la première branche de la Maison d'Holstein-Gottorp. Ces trois branches sont toutes issues de la première branche de la Maison d'Oldenbourg.